# Трухан, Николай Николаевич
Николай Николаевич Трухан (18 августа 1947 — 20 апреля 1999) — белорусский театральный режиссёр и актёр.

## Биография
Родился в городском посёлке Плещеницы Минского района. В 1965 году окончил Плещеницкую среднюю школу № 2, в 1969 году — Белорусский государственный театрально-художественный институт (ныне — Белорусская государственная академия искусств). В 1980 году завершил обучение на Высших режиссёрских курсах (мастерская Анатолия Эфроса).
Работал актёром в театре имени Янки Купалы (Витебск), Национальном драматическом театре имени Горького, Минском ТЮЗе. Кроме того, был актёром и режиссёром Красноярского ТЮЗа, режиссёром-постановщиком в Гомельском, Могилёвском, Брестском драматических театрах и в Минском Молодёжном театре. В начале творческого пути сотрудничал со своим другом В. М. Барковским.